# ميرلين كادوجان
ميرلين كادوجان (بالإنجليزية: Merlin Cadogan)‏ هو لاعب سيرك ‏ بريطاني، ولد في 1974 في Northam, Devon ‏ في المملكة المتحدة.